# Cemros
Cemros (Eigenschreibweise russisch: Цемрос) ist der größte Anbieter von Zement, Transportbeton und Zuschlagstoffen in Russland. Er ist im Februar 2023 u. a. als Folge des Krieges Russlands mit der Ukraine aus dem Eurocement-Konzern hervorgegangen. Seit 2021 und auch nach der Umfirmierung befindet sich der Konzern im Besitz der russischen Smikom-Gruppe.
Eurocement verfügte über 16 Zementwerke in Russland, der Ukraine und Usbekistan sowie über mehrere Betonmischanlagen, Betonwarenfabriken und Zuschlagstoffabbaugebiete. Die jährliche Produktionskapazität des Konzerns beträgt 40 Millionen Tonnen Zement und 10 Millionen Kubikmeter Beton. Die durch die geplante Ausweitung der Kapazitäten der im Karbonatgestein erkundeten Reserven belaufen sich auf 2,8 Milliarden Tonnen, die im Granit erkundeten Reserven auf 1,8 Milliarden Tonnen.

## Geschichte
Die Eurocement-Gruppe wurde 2002 durch die Fusion von Rosuglesbit und Shtern-cement gegründet. Das Unternehmen hatte ursprünglich vier Werke: Maltsovsky Portlandcement, Mikhailovcement, Lipetskcement und Savinsky Zement. Seit 2005 ist der Eurocement-Konzern nach dem Kauf von sieben weiteren Zementwerken zu einem führenden Unternehmen auf dem russischen Zementmarkt geworden.
Im Mai 2014 unterzeichnete das Unternehmen ein Paket von Verträgen mit chinesischen Unternehmen über Ausrüstungslieferungen, Engineering, Installationsüberwachung und Mitarbeiterschulungen im Gesamtwert von 530,7 Millionen US-Dollar. Zu den vertraglich vereinbarten Lieferungen der chinesischen Unternehmen gehören Öfen, Zyklon-Wärmetauscher für pulverförmiges Material, Brecher und Mühlen. Auf Grundlage dieser Verträge wurden Anlagen für neue Zementwerke mit einer Gesamtkapazität von 17 Millionen Tonnen Zement pro Jahr in sechs Regionen Russlands geplant: in den Oblasten Leningrad, Rjasan, Brjansk, Archangelsk, Uljanowsk und Samara.
Die Eurocement-Gruppe und ihre Tochterfirmen in Russland, der Ukraine und Usbekistans gehörten der gleichnamigen Holding AG mit Sitz im schweizerischen Zürich und mit Büro in Genf. 2021 wurde der Konzern durch die Sberbank versteigert und für 2,2 Milliarden US-Dollar durch die SmiKom-Gruppe (ehemals BaselCement) übernommen.

## Produktionsstätten

### Russland

#### Zement
- Belgorodsky Cement (Oblast Belgorod)
- Zhigulevskie Building Materials (Oblast Samara)
- Kavkazcement (Karachai-Tscherkessische Republik)[6]
- Katavsky Cement (Oblast Tscheljabinsk)
- Lipetskcement (Oblast Lipezk)
- Maltsovsky Portlandcement (Oblast Brjansk)
- Mikhailovsky Building Material Works (Oblast Rjasan)
- Nevyansky Cementnic (Oblast Swerdlowsk)
- Oskolcement (Oblast Belgorod)
- Pikalevsky Cement (Oblast Leningrad)
- Podgorensky Cementnic (Oblast Woronesch)
- Savinsky Cement Plant (Oblast Archangelsk)
- Ulyanovskcement (Oblast Uljanowsk)

#### Beton
Eurobeton gehört auch zur Eurocement-Gruppe.
- Abfüllanlage in Oskol
- Abfüllanlage in Belgorod
- Abfüllanlage in Lipetsk
- Abfüllanlage in Yekaterinburg
- Abfüllanlage in Podgorensky
- Abfüllanlage in Krasnodar
- Abfüllanlage in Yaroslavl
- Abfüllanlage in Chelyabinsk
- LLC Eurobeton
- JSC Spetsstroybeton ZHBI 17

#### Zement-Lifte
- LLC Cement Service (Moskau)
- JSC Asphalt Concrete – Medvedkovo (Moskau)
- MCE Marjina Roscha (Moskau)
- Construction Materials Production
- JSC Peskovsky Construction Materials Works

#### Aggregate
- LLC Lobskoe-5 (Republik Karelien)
- LLC Prom-Activ (Oblast Orenburg)

#### Industriebau
- CJSC Eurocement Engineering (Moskau)

#### Transportunternehmen
- LLC ServiceTransStroy (Moskau)
- LLC Centre Trans (Moskau)

#### Beschaffung
- CJSC Eurocement Resource (Moskau)

### Ukraine

#### Zement
JSC Eurocement group – Ukraine
- JSC Eurocement – Ukraine (Oblast Charkiw)
- JSC Kramatorsky Cement Plant Pushka (Oblast Donezk)

### Usbekistan

#### Zement
- JSC Eurocement group – Central Asia (Provinz Taschkent)
- JSC Akhangarancement (Provinz Taschkent)[8]

#### Beton
- Baustoff- und Bauwerksarbeiten, integriert in die JSC Akhangarancement (Tashkent)